# Алп Герай

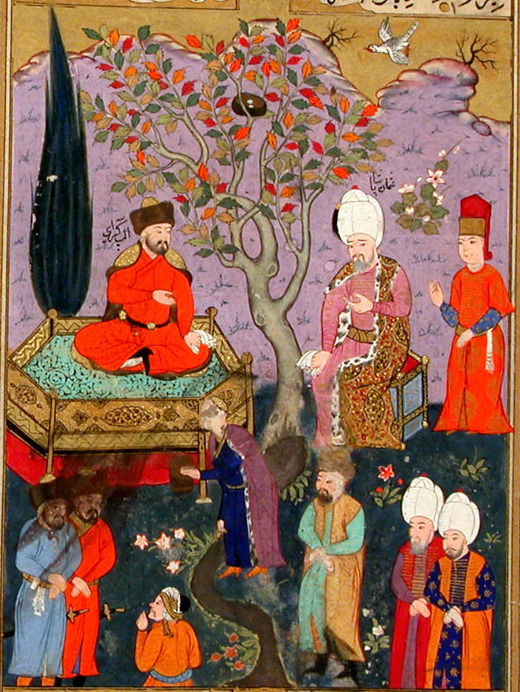
Осман-паша объявляет Алп Герая ханом (?).

Алп Гера́й (Гире́й; крым. Alp Geray, آلپ كراى‎; умер после 1598 года) — крымский калга (1578—1584, 1584—1588), сын крымского хана Девлета I Герая и младший брат Мехмеда II Герая. Претендент на ханский престол в 1584 и 1588 годах.

## Биография
Царевич Алп Герай участвовал в многочисленных военных походах своего отца, крымского хана Девлета I Герая, против Русского царства и Великого княжества Литовского.
В июне 1577 году после смерти хана Девлета I Герая на ханский престол в Бахчисарае вступил его старший сын Мехмед II Герай, бывший калгой в 1555-1577 годах. Новый хан назначил калгой своего брата Адиля Герая (1577—1578). Осенью 1578 года калга-султан Адиль Герай возглавил поход крымскотатарской армии в Закавказье, где участвовал в ирано-турецкой войне. Во время военных действий Адиль Герай, не получив помощи от турок-османов, потерпел поражение от персидской армии и был взят в плен, где в следующем 1579 году был убит.
В 1578 году после пленения Адиля Герая Мехмед II Герай передал своему старшему сыну Саадету Гераю должность калги. Это вызвало недовольство царевича Алпа Герая, младшего брата Мехмеда II, который сам стремился стать калгой. Согласно древней традиции, правом занять эту должность обладал следующий по старшинству брат хана (им был Алп Герай). Однако хан Мехмед II Герай не хотел соблюдать устаревшие ордынские традиции, желая установить в Крыму наследование престола не от старшего брата к младшему, а от отца к сыну. На сторону Алпа Герая встал многие влиятельные крымскотатарские беи. В том же 1578 году Мехмед II Герай вынужден был передать пост калги Алпу Гераю, а для своего старшего сына Саадета Герая ввел должность нурэддина. После этого случая отношения между Мехмедом II Гераем и Алпом Гераем ухудшились.
В 1581 году хан Мехмед II Герай решил отправить Алпа Герая во главе крымскотатарского войска за войну с Персией, но калга отказался. Алп Герай вместе с поддержавшим его братом Селяметом Гераем бежал из Крыма в ногайские кочевья. Не получив достаточной поддержкви в Большой Ногайской орде, Алп и Селямет Гераи отправились в Стамбул, чтобы пожаловаться султану на хана Мехмеда II Герая. У днепровских порогов братья были схвачены запорожскими казаками и доставлены в Черкассы, откуда отправили послание к польскому королю Стефану Баторию. Весной 1582 года братья Алп и Селямет Гераи были освобождены из плена и вместе с польским посольством отправлены в Стамбул. Вскоре Мехмед II Герай примирился со своими братьями Алпом и Селяметом, которые вернулись из Турции в Крым.
В 1584 году турецкое правительство отстранило от престола Мехмеда II Герая и организовало карательный поход на Крымское ханство. Из Закавказья в Кафу прибыл Осман-паша с турецким войском. На сторону османцев перешли калга Алп Герай и его младшие братья Шакай Мубарек Герай и Селямет Герай. Осман-паша объявил о низложении Мехмеда II Герая и передачи ханского престола его брату Алпу Гераю. Однако Мехмед II отказался выполнять султанский указ, собрал большое войско и блокировал Кафу. Османский султан Мурад III назначил новым крымским ханом Исляма II Герая и отправил его в Крым с большим военным отрядом. После прибытия Исляма Герая крымские беи со своими отрядами покинули Мехмеда II Герая и перешли на сторону Исляма. Мехмед II Герай с семьёй и небольшим отрядом сторонников бежал из Крыма, рассчитывая найти прибежище на Кубани, в Малой Ногайской орде. Калга Алп Герай с военным отрядом устремился в погоню за своим старшим братом, в окрестностях Перекопа настиг и задушил его. Новый крымский хан Ислям II Герай (1584—1588) оставил своего брата Алпа Герая в должности калги.
В том же 1584 году Саадет Герай, старший сын убитого Мехмеда II Герая, предпринял большой поход на Крымское ханство. Во главе 15-тысячного ногайского войска Саадет Герай вступил в Крым и осадил Бахчисарай, оброной которого руководил калга Алп Герай. Саадет Герай получил поддержку крупных беев и захватил Бахчисарай, где вступил на ханский престол. Прежний хан Ислям II Герай и калга Алп Герай бежали в Кафу. Саадет II Герай занимал ханский престол в течение двух месяцев. Ислям II Герай обратился за помощью в Стамбул, откуда султан Мурад III прислал в Кафу большое войско. В битве в долине реки Индол Алп Герай во главе османского войска разгромил татарско-ногайскую конницу. Саадет II Герай вынужден был бежать из Крыма в ногайские кочевья. В следующем 1585 году Саадет Герай с ногайцами предпринял второй поход на Крымское ханство. Однако калга Алп Герай с собранным войском встретил племянника, отразил его вторжение, изгнал его за пределы Крыма и преследовал до Северского Донца.
Летом 1587 года калга Алп Герай вместе с младшим братом Селяметом Гераем предпринял набег на южные русские владения. 40-тысячное крымское войско под предводительством царевичей Алпа и Селямета Гераев по Кальмиусскому шляху вступила в пограничные русские владения. Царское правительство сосредоточило крупные силы под Тулой, но крымцы не стали продвигаться вглубь московских владений. Царевичи осадили, захватили и сожгли крепость Крапивну. Русская рать из Тулы выступила против татар, которые стали спешно отступать в степи. В ходе преследования русские воеводы настигли и уничтожили большую часть татарских «загонов», не успевших соединиться с главными силами. В боях погибло около 30 тысяч крымцев и ногайцев, 2 тысячи было взято в плен.
В 1588 году после смерти хана Исляма II Герая калга Алп Герай вторично претендовал на ханский престол. Однако турецкий султан Мурад III назначил новым ханом Газы II Герая (1588—1607), одного из братьев Алпа Герая. Сам Алп Герай лишился должности калги и спешно бежал из Крыма в Стамбул. Скончался в Турции.